# Poiana Vadului
Poiana Vadului (veraltet Neagra oder Neagra de Sus; ungarisch Feketevölgy)
ist eine rumänische Gemeinde im Kreis Alba in der Region Siebenbürgen.
Der Ort Poiana Vadului ist auch unter der ungarischen Bezeichnung Nyagra bekannt.

## Geographische Lage

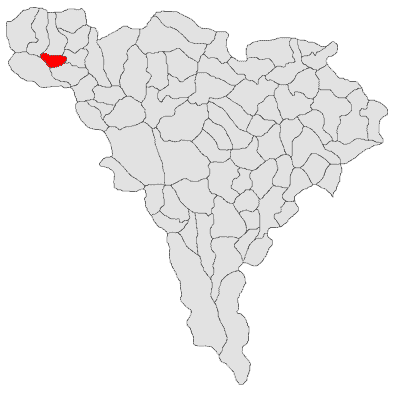
Lage der Gemeinde Poiana Vadului im Kreis Alba

Die Gemeinde Poiana Vadului, liegt im Nordwesten des Kreises Alba am Fluss Neagra, einem rechten Zufluss des Arieș. Mit ihren elf Dörfern und kleinen Weilern erstreckt sich die Gemeinde im Osten des Bihor-Gebirges. Der Gemeindesitz befindet sich etwa 24 Kilometer nordwestlich von Câmpeni (Topesdorf), von der Kreishauptstadt Alba Iulia (Karlsburg) ca. 65 Kilometer (Luftlinie) nordwestlich entfernt. Poiana Vadlului liegt umgeben von Wäldern im Zentrum des Apuseni-Gebirges im historischen Motzenland.

## Geschichte
Das Dorf als solches wurde erstmals 1909 unter der Bezeichnung Niagra offiziell aktenkundig. Bis 1968 wurde der Ort unter der Bezeichnung Neagra aufgeführt.
Die Siedlung besteht jedoch schon weit länger. Nach Berichten von J. M. Ackner aus dem Jahre 1856, Chroniken von C. Goos und V. Christescu, wurde in der Region während der Römerzeit am Fluss Neagra Gold gewaschen. Auf dem Gebiet der Gemeinde, von den Einheimischen Vârful Stâna (Esztena tetö) genannt, wurde 1914 nach Angaben von B. Orbán ein Hügelgrab gefunden.
Die Hauptbeschäftigung der Bevölkerung sind die Forstwirtschaft, die Holzverarbeitung und die Viehzucht.

## Bevölkerung
1850 lebten auf dem Gebiet der heutigen Gemeinde 1867 Einwohner; 1861 davon waren Rumänen und sechs Roma. 1920 wurde mit 3355 die größte Bevölkerungszahl – durchgängig Rumänen – registriert. Die höchste Anzahl der Ungarn (7) wurde 1890 und 1900, die der Roma (6) 1850 und 1956 ermittelt. Die Einwohnerzahl nahm ab 1920 ab; 2002 lebten in der Gemeinde noch 1304 Menschen (alle Rumänen).

## Sehenswürdigkeiten
- Die rumänische-orthodoxe Kirche, Sf. Mihail și Gavril, 1969 errichtet.
- Die Gemeinde ist Ausgangspunkt zum Curcubăta-Mare-Gipfel (⊙, 1849 m), im Bihor-Gebirge.